# رقص حديث
الرقص الحديث أو البَحْشَلة هو أحد فنون التعبير الجسدي التي ظهرت في أوائل القرن العشرين كحركة مغايرة لفنون الرقص الكلاسيكي والباليه، وتطور على يد الأمريكيتين مارثا غراهام و إزادورا دنكان. بعكس الباليه، لا يشتمل الرقص الحديث على حركات محددة ومفردات للحركة يتعيين على الراقصيين أداؤها، بل يعتمد بشكل أساسي على التحرك بشكل حر.

## الرقص الحديث في العالم العربي
يدرس الرقص الحديث في العديد من البلاد العربية. في سوريا حيث هناك المعهد العالي للفنون المسرحية قسم الرقص يتم تدريسه على ايدي خبراء سوريين مثل الاستاذ معتز والمدام حور ملص حيث كان يأتي العديد من الاوروبيين إلى المعهد لتعليم الطلاب لفترك قصيرة والعودة إلى بلادهم
إضافة للمدرسة المصرية للرقص الحديث بقيادة وليد عوني توجد فرق شابة تعمل بشكل مستقل على التدريب وإنتاج عروض للرقص الحديث في مصر وشمال أفريقا  ،